# وژوتهکود
وژوتهکود (به انگلیسی: Vazhuthacaud) یک منطقهٔ مسکونی در هند است که در Thiruvananthapuram district واقع شده‌است.